# Pidigan
Pidigan est une municipalité située dans la province d'Abra, aux Philippines.

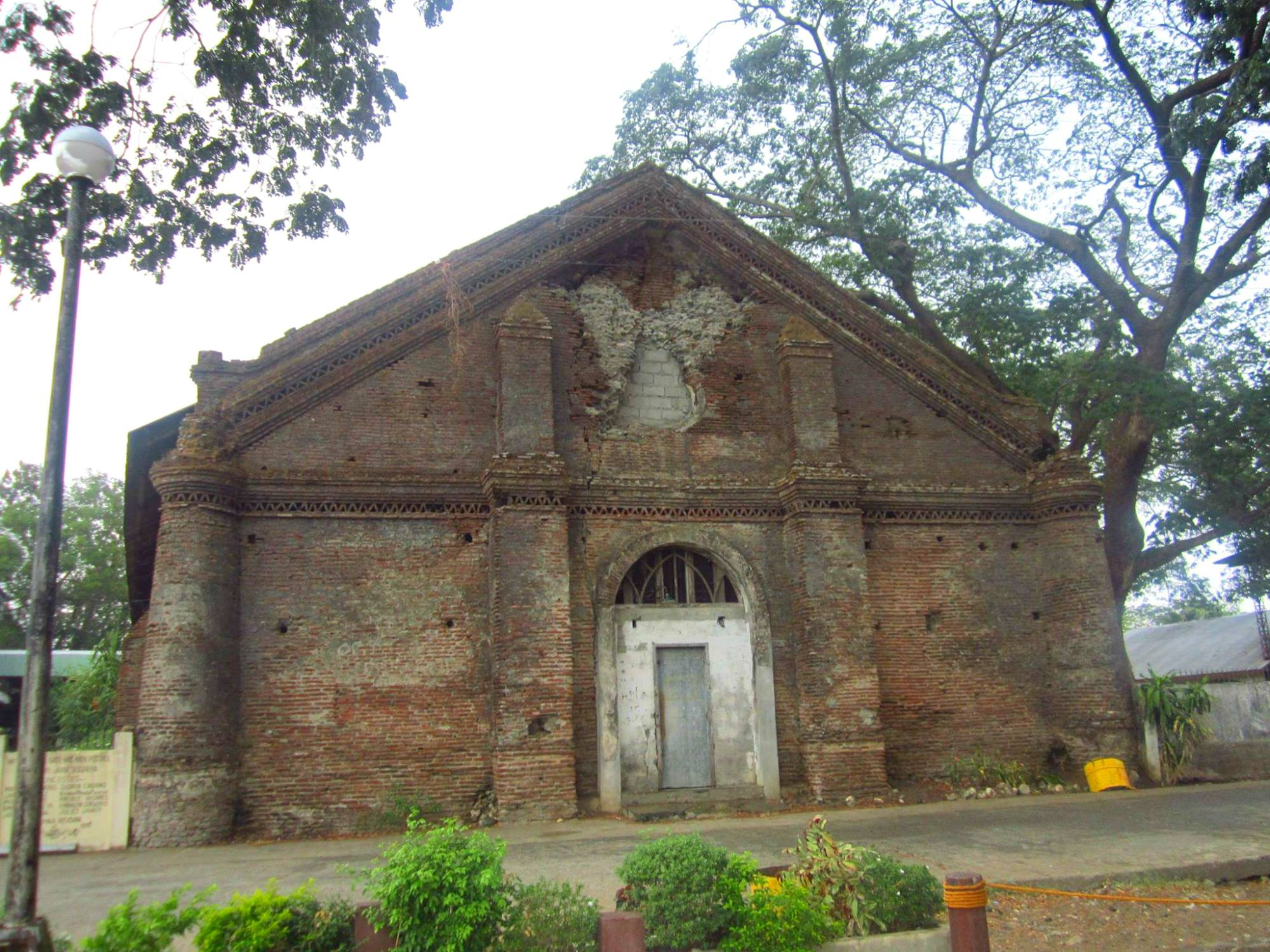
Église de l'Immaculée Conception